# Миодраг Јевтић
Миодраг Јевтић (Смедерево, 10. септембар 1956) српски је хирург, универзитетски професор и пензионисани генерал-потпуковник санитетске службе Војске Србије. Бивши ректор Универзитета одбране Србије и бивши Начелник Војномедицинске академије.

## Биографија
Средњошколско образовање је стекао у смедеревској гимназији. Медицински факултет је завршио 1981. године, а специјализацију из опште хирургије у Војномедицинској академији у Београду 1992. године. За асистента из предмета хирургија у ВМА изабран је 1994. године. Докторски рад под називом „Вредности нових метода процене тежине ратних повреда за јединствену ратно хируршку доктрину“ одбранио је 1997. године, чиме је стекао звање доктора медицинских наука. У звање доцента хирургије изабран је 1999. године, за ванредног професора 2005, а за редовног професора изабран је децембра 2008. године. Од 2007. године био је гостујући професор Медицинског факултета у Нишу, а од 2010. године је редовни професор Европског Универзитета за мир и развој Уједињених нација (ECPD). Дана 24. фебруара 2011. године постављен је на дужност првог Ректора Универзитета одбране који обједињује академски потенцијал ВМА, Војне академије и Војнотехничког института. Био је ментор, председник или члан Комисија за одбрану докторских теза код 10 дипломираних кандидата на докторским студијама у ВМА и на Медицинским факултетима у Нишу и Крагујевцу.

#### Војна каријера
Професионалну каријеру је започео 1984. године у гарнизону Чачак. У свом развојном путу прошао је све предвиђене дужности остварујући притом врхунске резултате у служби. Био је Командант санитетског одреда Војске Југославије, Командант завршне вежбе ШРО санитетске службе ВЈ "ЗИМА 98", међународне војне вежбе "MEDCEUR 2009" и др. Три пута је ванредно унапређиван, У чин генерал-мајора санитетске службе Војске Србије унапређен је 2005. године. Досадашњим радом највише достигнућа остварио је у стручној, наставничкој и научноистраживачкој области. Дана 15. фебруара 2012. године указом председника Републике Србије унапређен у чин генерал-потпуковника. Активна војна служба му је престала 26. децембра 2014. године.

## Награде и признања
Носилац је више ордена, медаља, значајних признања међу којима се истичу: Медаља за војне заслуге (1986), Орден заслуга за одбрану и безбедност (2011), Златна медаља за ревносну службу (2011), Орден Светог Николаја Српског (2008), Орден Светог Саве (2009), Специјална плакета Српског лекарског друштва (2007), Светосавска повеља родног града Смедерева (2007), повеља "Капетан Миша Анастасијевић" (2009), плакета "Најменаџер Србије 2009", специјалне повеља "Печат Народног позоришта у Београду "(2010).

## Образовање
- Медицински факултет 1981. године
- Војномедицинска академија, специјализација 1992. године
- Доктор медицинских наука, 1997. године

## Досадашње дужности
- Ректор Универзитета одбране, 2011-2014
- Начелник Војномедицинске академије, 2005-2011

## Унапређења у чинове
| Потпоручник    | Поручник       | Капетан | Капетан прве класе | Мајор | Потпуковник | Пуковник | Генерал-мајор | Генерал-мајор | Генерал-потпуковник |
| -------------- | -------------- | ------- | ------------------ | ----- | ----------- | -------- | ------------- | ------------- | ------------------- |
|                |                |         |                    |       |             |          |               |               |                     |
| Није унапређен | Није унапређен | 1984.   | 1988.              | 1991. | 1993.       | 1998.    | 2005.         | 2007.         | 2012.               |

## Приватно
Ожењен је, отац двоје деце.